# Lynda Hamri
Lynda Hamri (sinh ngày 8 tháng 2 năm 1989) là một vận động viên Paralympic khiếm thị đến từ Algeria thi đấu chủ yếu trong cuộc đua nước rút phân loại T12 và các sự kiện nhảy xa. Hamri đại diện cho Algeria tại hai kỳ Paralympic mùa hè, giành được một huy chương bạc trong môn nhảy xa tại Paralympic mùa hè 2012 ở London và một huy chương đồng trong cùng một sự kiện bốn năm sau đó tại Rio de Janeiro. Hamri cũng đã giành được hai huy chương bạc tại Giải vô địch thế giới IPC, cả ở môn nhảy xa, tại Lyon năm 2013 và tại Doha năm 2015.

## Lịch sử cá nhân
Hamri sinh ra ở Bab El-Oued, Algeria năm 1989. Cô được sinh ra với tình trạng mắt bẩm sinh, bệnh đa hồng cầu, đây là một căn bệnh xấu cho sức khoẻ, ảnh hưởng đến thị lực của cô. Hamri xuất thân từ một gia đình nhiều con gồm sáu chị em gái; một trong số đó có tình trạng mắt giống như cô.

## Sự nghiệp thể thao
Hamri được mẹ cô mô tả là một cô bé tomboy thời thơ ấu và thích chơi bóng đá với những đứa trẻ khác trong khu phố. Khi gia đình Tadjar chuyển đến tòa nhà của họ, con gái của họ, một huấn luyện viên điền kinh, đã phát hiện ra tiềm năng ở Hamri. Sau buổi tập đầu tiên, Hamri yêu thích môn thể thao này và đã dành vài năm tiếp theo để chuyển qua các câu lạc bộ khác nhau, nhưng sau đó nhận thấy rằng thị lực của cô bắt đầu xấu đi và bệnh của cô đã được bác sĩ xác nhận.
Do thị lực kém, Hamri được phân loại là vận động viên T13 và năm 2007, cô đại diện cho Algeria tại cuộc thi quốc tế lớn đầu tiên của mình, Đại hội Thể thao toàn Châu Phi 2007, nơi cô đã giành được huy chương đồng trong môn nhảy xa. Đỉnh cao của sự nghiệp của cô đến tại Paralympic Mùa hè 2012 ở London, nơi cô đủ điều kiện cho cả chạy nước rút 100 mét (T13) và nhảy xa (F13). Mặc dù thể hiện được một mùa giải tốt nhất trong môn nước rút, Hamri đã không thể tiến vào trận chung kết. Những nỗ lực của cô trong môn nhảy xa đã đem lại kết quả tốt hơn với khoảng cách 5,31 m giành cho cô huy chương bạc.
Thành công tiếp theo sau hai Giải vô địch thế giới IPC điền kinh liên tiếp, 2013 tại Lyon và 2015 tại Doha, hiện được xếp hạng là vận động viên T12 do tình trạng xấu đi, cô đã giành được hai huy chương bạc trong sự kiện nhảy xa. Tại Paralympics mùa hè 2016 ở Rio de Janeiro, Hamri một lần nữa bước vào cuộc đua nước rút 100 mét và nhảy xa. Ở nội dung nóng 100 mét, cô đủ điều kiện trở thành vận động viên thua cuộc nhanh nhất, nhưng sau đó không thể vượt qua vòng bán kết. Thành công của cô, như ở London, ở phần thi nhảy xa, nơi cô đã về chung cuộc ở vị trí huy chương đồng, với một bước nhảy 5,53 mét.